# 테슬라 슈퍼차저

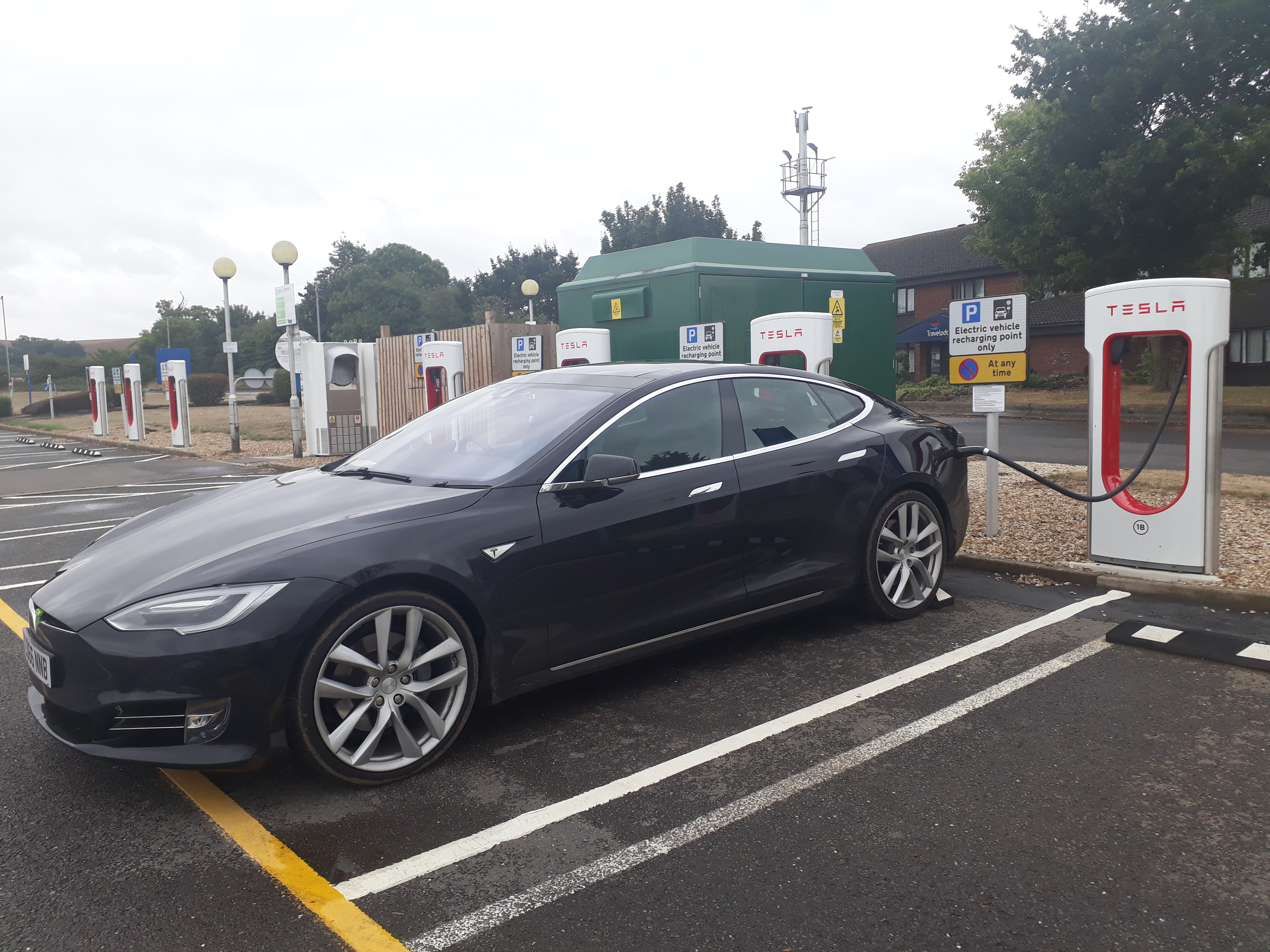
영국의 테슬라 수퍼차저

테슬라 수퍼차저(Tesla Supercharger)는 테슬라가 데스티네이션 차저(완속)와 함께 설치한 테슬라 차량 전용 급속 충전소이다. 보통 125㎾급 충전설비로 충전소마다 북미형과 유럽형이 혼재되어 있으나 2020년부터 전부 북미형으로 교체될 예정이다. 2020년 1월 기준 모델에 상관없이 테슬라 전 차량에 무료로 충전을 지원중이나 향후 유료로 전환될 가능성이 있다. https://www.tesla.com/ko_KR/supercharger
수퍼차저를 이용하는 기본 수칙은 최대 40분까지 충전이 가능하고 배터리 잔량에 상관없이 최초 충전부터 40분 이후에는 충전이 중지된다.
충전이 중지된 이후로는 다른 충전차량의 편의를 위해 차량을 이동해주는 것이 원칙이다. 간혹 충전이 완료된 이후로도 차량을 충전해둔 상태로 개인 볼일을 보는 비 매너 이용자들이 있는데 이것은 테슬라뿐만 아니라 전기차 충전 매너에 어긋나는 행위로
충전을 대기하는 사람들에겐 큰 불편으로 남는 행위다. 연락처도 남기지 않고 말이다. 또한 슈퍼차저 주변에서 흡연을 하거나 쓰레기를 무단 투기 하는 행동으로
수퍼차저를 이용하는 사용자들에게 큰 불편을 주는 불편러들이 급증하고 있는데 이는 근절되어야 할 행동이다.
이런 행동들이 증가할수록 수퍼차저가 늘어나는데 큰 걸림돌이 될 수 있다.
현재 대한민국에서도 수퍼차저 충전소가 계속 늘어나는 추세며, 홈페이지에 가입된 이메일 주소를 통해 적극적으로 테슬라의 애너지 사업에 함께하는 파트너를 제안하며,(서울, 경기지역은 2021년 5월 21일까지) 수퍼차저 호스트를 공개 모집하고 있다.
수퍼차저 호스트를 테슬라는 공정하고 신속하게 선정해서 개별적으로 연락, 설치한다는 계획을 제시하고 있다.
수퍼차저를 설치 희망하는 이유를 물어보며(방문고객증가, 수퍼차저 유치를 통한 자사 브랜드 이미지 제고, 단골고객유치, 지속가능한 에너지를 향한 TESLA의 미션에 동참, 고객 경험 증대)
평가항목으로는 부지 적합성을 확인하며 다수의 부지를 보유하는지, 부지의 소유자는 누군지, 부지 내 주차장은 실내인지 야외인지, 수퍼차저 설치 가능한 여유 주차면은 4-20개 그 이상중 몇개인지, 테슬라 차량 전용으로 사용 가능한지, 몇년 계약 가능한지(10년 또는 그이상) 가용 전기 용량은 얼마인지 , 부지를 비즈니스로 운영중인지 등을 체크해서 보내야 한다.
그에 따라 개인이 부지를 제공하고 충전시 발생하는 공백시간을 이용해 커피, 식사등의 편의 시설을 제공하며 제2의 부가수익을 창출하는 곳도 늘어나고 있다.  최근 한국에서 모델3의 폭발적인 판매량 증가로 슈퍼차저 이용자들이 급증하고 있는 추세인데 수퍼차저 지도를 보고 공백지역에 수퍼차저를 설치할수록 수요가 더 늘 수 있으니 사업장 오너들은 관심을 가져도 좋을듯 하다. https://www.tesla.com/ko_KR/charging-partners

## 역사
2020년 기준으로, 테슬라는 한국에서 테슬라 자체 충전소(슈퍼차저 등) 160여 곳 이상을 운영하고 있다(슈퍼차저는 24곳)
이는 국내외 전기차 브랜드 중에 가장 많은 자체 충전인프라 규모다.

## BMW 패스트차지
2018년 12월 13일, BMW와 포르쉐가 공동개발한 패스트차지가 공개되었다. 450 kw 초급속 충전소로, 업계를 선도하고 있는 테슬라 슈퍼차저 보다 2배 이상 빠르다. 가솔린차 주유시간이 보통 5분 정도 걸리는데, 3분 초급속 충전으로 전기차가 100 km를 주행할 수 있다.
일본의 급속 충전소 규격인 차데모 3.0 규격은 발표되지 않았다. 그러나 일본은 중국의 GB/T과 공동으로 500 kW 초급속 충전 규격을 2020년까지 개발하기로 하였다.

## 대한민국
테슬라 슈퍼차저를 한국 정부도 개발중이다. 정부의 목표는 기존 50kW급 공공 급속충전기 대비 최대 8분의 1 충전 시간을 단축한 1000V/400A의 400kW급 초급속 충전시스템 기술을 확보하는 것이다. 만일 이 기술이 확보되면 5분 충전으로도 200km를 주행할 수 있다는 것이 정부 측의 예측이다.
차데모를 선두로 대다수 기업들이 400kW급 충전기를 개발하고 있기에 전기차 본격 시대가 될 2021년부터는 400kW급 급속 충전기를 볼 수 있을 것으로 전망된다.
현대차는 현대 하이차저를 개발, 설치중이다.

## 같이 보기
- 차데모
- 아이오니티
- 현대 하이차저